# Вест-Бойлстон (Массачусетс)
Вест-Бойлстон (англ. West Boylston) — місто (англ. town) в США, в окрузі Вустер штату Массачусетс. Населення — 7877 осіб (2020).

## Демографія
Згідно з переписом 2010 року, у місті мешкало 7669 осіб у 2616 домогосподарствах у складі 1817 родин. Було 2746 помешкань
Расовий склад населення:
| - 93,3 % — білих - 4,2 % — чорних або афроамериканців - 0,7 % — азіатів - 0,2 % — корінних американців |

До двох чи більше рас належало 0,7 %. Частка іспаномовних становила 5,3 % від усіх жителів.
За віковим діапазоном населення розподілялося таким чином: 17,5 % — особи молодші 18 років, 64,9 % — особи у віці 18—64 років, 17,6 % — особи у віці 65 років та старші. Медіана віку мешканця становила 45,6 року. На 100 осіб жіночої статі у місті припадало 124,0 чоловіків;  на 100 жінок у віці від 18 років та старших — 130,2 чоловіків також старших 18 років.
Середній дохід на одне домашнє господарство  становив 99 871 долар США (медіана — 73 320), а середній дохід на одну сім'ю — 119 570 доларів (медіана — 97 391). Медіана доходів становила 62 014 долари для чоловіків та 48 591 долар для жінок. За межею бідності перебувало 8,3 % осіб, у тому числі 11,6 % дітей у віці до 18 років та 6,6 % осіб у віці 65 років та старших.
Цивільне працевлаштоване населення становило 2801 особа. Основні галузі зайнятості: освіта, охорона здоров'я та соціальна допомога — 22,1 %, роздрібна торгівля — 12,7 %, виробництво — 11,9 %.